# Jeanne Schultz
Jeanne Amélie Cécile Augustine Schultz (Pseudonym: Philippe Saint-Hilaire; * 28. März 1862 in Paris; † 20. Juli 1910 ebenda) war eine französische Schriftstellerin. Ihr Hauptwerk ist der 1887 erstmals erschienene humoristische Liebesroman La Neuvaine de Colette.

## Leben
Jeanne Schultz wurde 1862 in Paris geboren. Mit ihrem Debüt, dem 1887 anonym in der Revue des Deux Mondes veröffentlichten Fortsetzungsroman La Neuvaine de Colette („Die Novene von Colette“), gelang ihr sogleich ein Bestseller. Ab 1888 erschien er mit zahlreichen Neuauflagen bei Calmann-Lévy in Buchform. Im selben Jahr veröffentlichte der Engelhorn Verlag eine deutsche Übersetzung von Emmy Becher unter dem Titel Was der heilige Joseph vermag. 1892 verlieh die Académie française Schultz dafür den Prix Montyon. 1925, 15 Jahre nach ihrem Tod, wurde er unter der Regie von Georges Champavert verfilmt.

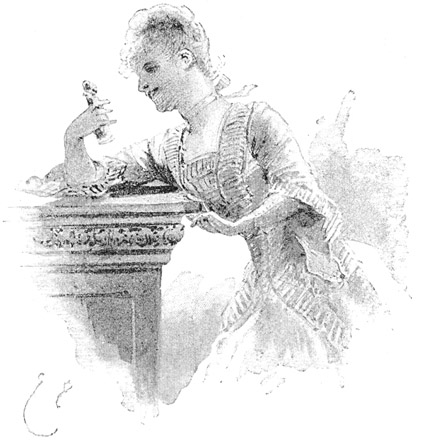
Colette mit der Statuette des Heiligen Joseph, Illustration von Émile Bayard

La Neuvaine de Colette erzählt von der jungen schönen Colette, die von ihrer Tante in einem alten Schloss eingesperrt wird und sehnsüchtig von einem Prinzen träumt, der sie aus dieser Tristesse errettet. Auf den Rat einer Alten aus dem Dorf hin verrichtet sie eine Novene, d. h. betet an neun aufeinanderfolgenden Tagen zu einer Statuette des Heiligen Joseph. Als daraufhin nichts geschieht, wirft sie die Statuette zornig aus dem Fenster und trifft damit einen jungen Mann. Ohnmächtig und schwer verletzt wird er ins Schloss getragen, wo sie sich um ihn kümmert. Die beiden verlieben sich.
An deutschen Gymnasien etablierte sich der Roman in einer Bearbeitung von Wilhelm Reimann als Pflichtlektüre im Französischunterricht. So las ihn auch Bruno E. Werner, der das Leitmotiv später in seinem Roman Die Galeere wiederverwendete.
Mit ihren nachfolgenden Werken konnte Schultz nicht mehr an den Erfolg des Erstlings anknüpfen. Sie publizierte weiterhin anonym oder unter dem Pseudonym Philippe Saint-Hilaire. Erst 1892 lüftete sie ihre Identität. Sie starb 1910 mit 48 Jahren in Paris.

## Werke
- La Neuvaine de Colette, 1887
  - Was der heilige Joseph vermag. Autorisierte Übersetzung von Emmy Becher. Engelhorn, Stuttgart 1888. Projekt Gutenberg
  - La Neuvaine de Colette. Für den Schulgebrauch bearbeitet von Wilhelm Reimann. Dresden 1894.
- Jean de Kerdren, 1887
  - Jean von Kerdren. Roman. Autorisierte Übersetzung von Natalie Rümelin. Engelhorn, Stuttgart 1894. Projekt Gutenberg
- Les Fiançailles de Gabrielle, 1887
- Cinq minutes d'arrêt, 1888
- Tout droit, 1890
- La Famille Hamelin, 1892
- Sauvons Madelon!, 1893
- Ce qu'elles peuvent, 1894
- La Main de sainte Modestine, 1899
- Fin de villégiature, 1910